# Phoxichilidium ungellatum
Phoxichilidium ungellatum är en havsspindelart som beskrevs av Hedgpeth, J.W. 1949. Phoxichilidium ungellatum ingår i släktet Phoxichilidium och familjen Phoxichilidiidae. Inga underarter finns listade i Catalogue of Life.